# Italochrysa exilis
Italochrysa exilis är en insektsart som beskrevs av Bo Tjeder 1966. Italochrysa exilis ingår i släktet Italochrysa och familjen guldögonsländor. Inga underarter finns listade i Catalogue of Life.